# Йоахім Домашк
Йоахім Домашк (нім. Joachim Domaschk; 20 травня 1914, Дрезден — 21 червня 1986, Ганновер) — німецький офіцер, оберстлейтенант вермахту і бундесверу. Кавалер Лицарського хреста Залізного хреста з дубовим листям.

## Біографія
В 1935 році вступив в 1-й батальйон 10-го піхотного полку, з 1938 року — командир 14-ї роти. Учасник Польської і Французької кампаній. Наприкінці 1940 року переведений у 108-й стрілецький (потім моторизований) полк 14-ї танкової дивізії. Учасник Балканської кампанії та Німецько-радянської війни. З вересня 1942 року — командир 1-го батальйону свого полку. Його частина опинилася у складі угруповання, оточеного під Сталінградом. Домашк був тяжко поранений та евакуйований з котла. Після одужання зайняв той самий пост у своїй дивізії, відтвореній у Франції. З жовтня 1943 року знову воював на Сході. Відзначився у боях на Дністрі, де знову був тяжко поранений. В грудні 1944 року переведений в Генштаб, а трохи пізніше — в Управління кадрів сухопутних військ. Служив у бундесвері, 30 вересня 1970 року вийшов у відставку.

## Нагороди
- Німецька імперська відзнака за фізичну підготовку в бронзі (27 січня 1935)
- Медаль «За вислугу років у Вермахті» 4-го класу (4 роки)
- Залізний хрест
  - 2-го класу (1 червня 1940)
  - 1-го класу (1 жовтня 1940)
- Німецький хрест в золоті (29 квітня 1942)
- Нагрудний знак «За танкову атаку» в бронзі (15 серпня 1942)
- Медаль «За зимову кампанію на Сході 1941/42» (29 серпня 1942)
- Нагрудний знак «За поранення» в золоті (6 березня 1943)
- Лицарський хрест Залізного хреста з дубовим листям
  - лицарський хрест (12 жовтня 1943)
  - дубове листя (№496; 11 червня 1944)